# 辽开铁路
辽开铁路，又称开源铁路，是连接中华人民共和国辽宁省开原市与吉林省辽源市的一条铁路，正线由四梅铁路辽源站向西南连接至京哈铁路开原站，全长115公里。

## 历史
开源铁路以西丰县安民镇为界，西侧为开原至安民的开丰铁路，东侧为安民至辽源的辽西铁路。

### 开丰铁路

#### 概况
开丰铁路前身为中国自建的商办輕便鐵路，由南满铁路开原站东北2公里的石家台向东北走行，跨过清河至老城站，沿寇河南岸山麓经威远堡至大庆阳，出大庆阳再跨寇河，沿寇河北岸直达西丰。石家台至威远堡间为开阔平原，地势平坦。威远堡以东为山岳地带，曲线及桥涵多，坡度较陡。终点西丰标高较石家台高出80米，故全线多为坡道。吸引区内土地肥沃，农作物发达，并蕴藏铁、粘土等矿产。早在清光绪年间，开原、西丰等地的商务会和农务会就倡议修建开丰铁路，以向外运送农特产品，皆因修建资金不足和满铁的无理阻挠而未能实现。

#### 修建窄轨铁路
1922年，西丰、开原两地商界人士再次倡议修筑铁路。为了避免与日本攫取的开原～海龙铁路贷款权相冲突，1924年3月26日，郭松龄在开原召集开丰铁路的公司创设会议。公司名称为“开拓长途电轨汽车股份有限公司”。1924年7月17日正式成立，着手开丰铁路筹建工作，该工程由俄国人陶罕尼赫与日商登和洋行承包。1925年3月1日开工，1926年5月14日竣工，同年5月28日开办临时营业，7月1日正式营业，为单线米轨的輕便鐵路。全长63.7公里。设9站：石家台（0km）、开原城（南关6.91km）、赵家台（15.12km）、威远堡（24.81km）、松树村（34.01km）、神树（38.60km）、郜家店（42.80km）、大庆阳（54.49km）、西丰（63.70km）。每日对开一对列车。
主要技术标准：轨距1000毫米；钢轨每米12.49公斤;混沙道床；最大坡度20‰；最小曲线半径120米；路基顶宽4米；桥梁载重L一18级。石家台及西丰站各设有7股配线并设有机车库，其余10站为2～3股配线或无配线，站线有效长为200米；石家台、松树村、西丰为给水站，均设有高架混凝上水槽；电话闭塞，尢固定信号，以手信号指挥行车。全线共使用工程费252.3万元现大洋。
1931年九一八事变后，公司董事兼经理由日本人担任，当时开丰线虽名为商办，实已由满铁控制，1938年8月10日开丰长途铁轨汽车股份有限公司改为开丰铁道株式会社，同时修建一条从开原站至石家台2公里联络线，所有客货运输均可由开原站向西丰方向互相接运。

#### 改建准轨铁路
1945年“九·三”胜利后，全线受到战争破坏。
1946年拆除。
1958年，在大跃进和大办钢铁的形势下，西丰县估计境内铁山生产的铁矿石自炼有余，还可支援沈阳、铁岭等地。于是，自行着手勘测，恢复原废弃的铁路。
1959年11月，西丰县又会同开原县，按旧路基走向进行勘测和土石方施工，同时向沈阳市委提出修复开丰铁路的建议。
1960年初沈阳市委决定修复开丰地方铁路，同年2月成立建设指挥部。沈阳铁路局、沈阳市邮电局、沈阳市供电局和自来水公司分别负责线桥、通信、电力和给水设计。设计方案为：开原县境内利用原有路基．西丰县境内另修新线；大、中桥和部分小桥为木结构，涵洞和部分小桥为永久性结构；轨距1435毫米；18公斤／米钢轨：限制坡度8‰，西丰以远10‰；最小曲线半径250～300米；到发线有效长度200米，桥梁载重中一18级；星火30吨蒸汽机车牵引；通过能力25对。沈阳煤矿设计院提出的总概算为1274万元。开丰线是以“大搞群众运动'抢修会战方式进行的，全部工程突击施工。路基土方工程从1959年11月开始，由开原、西丰两县自行动工，在高潮阶段，每天动员上万名民工筑路。其他工程在1960年2月陆继开工。大、中桥和房屋建筑由沈阳市建工局指定施工单位，通信和电力工程由沈阳市邮电局和供电局施工，给水工程由沈阳市自来水公司施工，信号设备安装和施工由铁道部沈阳信号工厂负责。每米18公斤钢轨及各种道岔由铁道部沈阳桥梁厂负责制造，线路铺轨由沈阳铁路局派技术工人配合民工进行。
1960年5月1日基本完工，同日进行通车典礼，称为开丰铁路。由辽宁省地方铁路局经营。但配套项目不完整，经过一个月的突击整修，于6月1日办理运营．完成的主要工程量有；路基土石方122．8万立方米，大桥5座、中桥11座、小桥43座涵渠137座，正线，涵渠137座，正线铺轨82公里，站线1231万元（由沈阳市拨款）
开丰线通车后，线路质量低劣，经常发生行车事故。
1971年11月1日零点起，铁岭地区革命委员员会根据交通部和辽宁省革命委员会定正式将开丰线交沈阳铁路局。接管后还有7处过水路面未修桥梁，每遇洪水，列车只得停一正线每两根枕木之间夹铺两对短枕木，难以保持轨距，多项目因陋就简，无法维持正行车。沈阳铁路分局接管后即对线路进行了大修改造。将杂型钢轨换为每米50公斤和43公斤两种，对原有枕木全部更换，每公里配置枕木1600根，部分区段换为钢筋混凝土轨枕．到发线有效长延至550米，开原站到发线有效长为1050米。
1994年开丰铁路取消客运业务。
1995年末，开丰线线路总长91.9公里，其中正线81.6公里，站线7.9公里，其他线路2.4公里；正线钢轨每米50公斤71.5公里，43公斤及以下10．1公里；全线有桥梁65座、2095米；涵渠134座、1236米；最小曲线半径250米；最大坡度14‰；线路允许速度每小时40公里。全线年发送货物8万吨，到达货物12.1万吨。
由于连续二十多年亏损，1998年8月成立沈阳铁路局沈阳铁路分局开丰铁道运输服务有限公司。本着“干线讲标准，支线讲实用”的原则，撤并工区与班组，关闭中间小站，实行一人多岗，货车实行昼开夜停。
2002年，开丰铁道公司撤销，原管理线路等归铁岭车务段领导。

### 辽西铁路
辽西铁路全长32.969公里，其中辽源市境内22.869公里，铁岭市境内10.1公里。整条铁路公铁交会全部采用立交，共架设桥梁18座87孔，修筑涵洞108座，改建站场4个，其中安恕站和安民站为新建站，辽源站和松树站为改造站场。全線的唯一隧道紅砬嶺隧道長710米，埋深不到30米；跨越東遼河與集錫公路的友誼大橋全長594米。
2003年，沈阳铁路局同意新建辽源至西丰的II级地方铁路。2006年，该项目成为铁道部的国铁新建项目。
2007年8月，国家发改委正式立项批复辽源至西丰的铁路建设，总投资51916.32万元。该建筑项目管理单位为沈阳铁路局长春工程处，承建单位为中铁建十一局集团有限公司。2008年4月，辽西铁路正式开工建设，后于2009年11月15日竣工。
2010年10月31日，既有的开丰铁路技术改造完毕，恢复开通了货运服务。 
2013年9月26日，辽长铁路开通客运列车。2018年7月1日起，通化至北京的K430/29次列车和通化至大连的K7386/5次列车辽源至开原区间改经由辽开铁路运行。